# LST-6 (戦車揚陸艦)
LST-6 (USS LST-6)は、第二次世界大戦中にアメリカ海軍が運用したLST-1級戦車揚陸艦である。

## 艦歴
1942年7月20日にアメリカ・ペンシルバニア州ピッツバーグのドラヴォ・コーポレーションが起工し、10月21日に進水、1943年1月30日にベンジャミン・J・フランクリン海軍大尉指揮の下アメリカ海軍へ就役した。
第二次世界大戦ではヨーロッパ戦線に従事し、1943年7月のハスキー作戦、9月のアヴァランチ作戦、そして1944年6月のノルマンディー上陸作戦などに参加した。
しかし1944年11月17日、フランス・ルーアンからイギリス・ポートランドへ向かっていたLST-6は機雷に接触し沈没した。そのため12月22日にアメリカ海軍から除籍された。
第二次世界大戦時の功績を称え、従軍星章3個が贈られている。